# Richard Allan (acteur pornographique)
Pour les articles homonymes, voir Richard Allan, Allan et Lemieuvre.

Richard Lemieuvre, connu sous le pseudonyme de Richard Allan (ou encore sous le surnom de « Queue de béton »), est un ancien acteur pornographique français, né le 12 août 1942 à Marseille.
Avec Jean-Pierre Armand, Alban Ceray et Dominique Aveline, Richard Allan est l'un des principaux acteurs masculins de « l'âge d'or » du cinéma X français.

## Biographie
Originaire de Marseille, il est un temps instruit chez les frères des écoles chrétiennes. Lorsqu'un jour il confesse s'être masturbé, les questions lubriques que lui pose le curé qui l'écoute le mettent mal à l'aise et le poussent à se détourner de cette voie. Devenu adulte, il s'adonne à la sexualité de groupe à partir des années 1960 tout en travaillant dans les secteurs de l'import-export et du bâtiment.
Fin 1973, ses participations à des soirées libertines (qu’il pratique déjà depuis plusieurs années) avec sa femme, Liliane, l'amènent à se voir proposer d'apparaître dans un roman-photo avec elle. C'est un premier échec, car il ne parvient pas à avoir une érection, stressé par l'objectif. Mais à la suite de cela, il met au point une technique toute personnelle consistant à dissocier son intellect de son organe. Cette technique semble lui réussir puisqu'il apparaît ensuite dans la plupart des productions majeures de cette période aux côtés notamment de Claudine Beccarie, Sylvia Bourdon, Béatrice Harnois puis, plus tard, de Erika Cool, Brigitte Lahaie, Marilyn Jess et autres vedettes du X français de l'époque... Sa femme est également devenue actrice pornographique en parallèle.
En 1978, il tourne sous la direction de Michel Baudricourt dans le film Queue de béton qui lui vaudra son surnom et dans lequel il apparaît faisant l'amour avec Karine Gambier dans un plat de spaghettis.
Il tourne plus de quatre cents films jusqu'en 1984. Retiré du métier depuis 1990, Richard Allan a accepté, par nostalgie, de tourner dans le film de John Love, Les Tontons tringleurs, en 1999, où il apparaît aux côtés de ses anciens complices, Alban Ceray, Dominique Aveline et Jean-Pierre Armand. Il apparaît également aux côtés de son complice Alban dans Le pouvoir du sexe en 2006. En 2007, Nicolas Castro réalise un montage d'une quarantaine d'extraits de films X intitulé Brigitte et moi : le résultat est une histoire d'amour entre Brigitte Lahaie et Richard Allan, évoquant les années d'or du cinéma X et la libération de la femme et des mœurs durant les années 1970 et 80. Il a également tourné dans des films non pornographiques, tels que Police de Maurice Pialat, La Guerre des polices de Robin Davis, I love you de Marco Ferreri, Attention les yeux…
En 2010 il publie sa biographie, aux éditions Jacob-Duvernet, sous le titre de 8000 femmes, imposé par l'éditeur, titre auquel il s'oppose, il aurait préféré L'Homme objet, ou L'Homme pacha, que l'éditeur n'approuva pas. Ce dernier dépose le bilan quelques années plus tard. En 2018 Richard Allan, réédite son livre à compte d'auteur en quelques exemplaires pour satisfaire la demande de nombreux fans, car l'original est introuvable, sous le titre de Démon de Vénus. 
En 2022, il projette la publication d'une version remaniée et enrichie de son autobiographie éditée par le site internet Pulse Store intitulée Aventures sextraordinaires. 
Il porte un regard sévère sur l'industrie pornographique des années 2000, qu'il compare à de l'esclavage. Il déplore entre autres la violence de certains actes sexuels filmés ainsi que les standards de beauté imposés aux femmes, telle l'épilation totale du pubis. 
il se déclare de droite. Il déclare qu’il espère que les choses vont changer en 2027. Il trouve super que l’on dise que Marine Le Pen est une femme forte. Journal La baule + n 246, décembre 2024. 
Ses plus belles anecdotes.
- Sa rencontre avec Maurice Pialat qui lui dit : « Vous avez une gueule, je vous ai vu de nombreuses fois, voulez-vous faire un essai ? ». Engagé sur le film Police, il tourne deux scènes mais ne figure pas au montage.
- Sa rencontre dans le restaurant d'André Pousse qui, « en lui serrant la cuillère », lui dit « Salut mon petit gars, on fait le même boulot, mais on porte pas le même costard. »[8]

Richard Allan était lié au réalisateur Alain Payet, décédé le 13 décembre 2007. Allan avait collaboré pour la première fois avec Payet sur le tournage de Maison close (1974), de Lucien Hustaix. Par la suite, ils s'associèrent pour produire des films de série B.

## Reconversion
Après avoir arrêté le X, il devient artisan-chocolatier dans une ville de l'Eure, Le Neubourg. Il ouvre son magasin en septembre 2001 avec son épouse. Outre des friandises traditionnelles, il propose dans sa boutique une gamme de « chocolats érotiques ».
Par ailleurs passionné de plongée sous-marine, il fonde avec sa fille Alexa l'association « Requins en péril » en septembre 2012, dont l'objectif est de défendre l'espèce.

## Publication
- 8000 femmes. Mémoires d'un Casanova du cinéma, Jacob-Duvernet, 2010. En 2018, réédition à titre d'auteur sous le titre Démon de venus.
- Aventures sextraordinaires, Pulse Store, 2022.